# Pseudolaueïta
La pseudolaueïta és un mineral de la classe dels fosfats. Fou anomenada així l'any 1956 per Hugo Strunz per la seva composició química similar a la de la laueïta. El mineral està relacionat amb el grup de la laueïta, però realment no en forma part en no ser realment un polimorf de la laueïta.

## Característiques
La pseudolaueïta és un fosfat de fórmula química Mn2+Fe3+₂(PO₄)₂(OH)₂·8H₂O. Cristal·litza en el sistema monoclínic. La seva duresa a l'escala de Mohs és 3.
Segons la classificació de Nickel-Strunz, la pseudolaueïta pertany a «08.DC: Fosfats, etc, només amb cations de mida mitjana, (OH, etc.):RO₄ = 1:1 i < 2:1» juntament amb els següents minerals: eucroïta, legrandita, strashimirita, arthurita, earlshannonita, ojuelaïta, whitmoreïta, cobaltarthurita, bendadaïta, kunatita, kleemanita, bermanita, coralloïta, kovdorskita, ferristrunzita, ferrostrunzita, metavauxita, metavivianita, strunzita, beraunita, gordonita, laueïta, mangangordonita, paravauxita, nissonita, sigloïta, stewartita, ushkovita, ferrolaueïta, kastningita, maghrebita, nordgauïta, tinticita, vauxita, vantasselita, cacoxenita, gormanita, souzalita, kingita, wavel·lita, allanpringita, kribergita, mapimita, ogdensburgita, nevadaïta i cloncurryita.

## Formació i jaciments
S'ha trobat en incrustacions i reemplaçaments de cristalls de stewartita en un complex pegmatític granític zonat. S'han trobat exemplars a Alemanya, Portugal i els EUA